# Паралија Неас Триглијас
Паралија Неас Триглијас (грч. Παραλία Νέας Τριγλίας) је приморско насељено место у општини Нова Пропонтида у периферији Средишња Македонија, Грчка. Према попису из 2021. године било је 33 становника.
Насеље је подигнуто седамдесетих година 20. века и први пут се помиње на попису из 1981. године са пет становника. Служи као пристаниште за село Нова Триглија.